# Google Classroom
Google Classroom – bezpłatna usługa internetowa dla szkół, opracowana przez Google. Jej celem jest uproszczenie procesu tworzenia, dystrybucji i oceniania zadań w formie elektronicznej. Podstawowym celem Google Classroom jest usprawnienie procesu udostępniania plików między nauczycielami i uczniami. W kwietniu 2020 roku usługa liczyła ponad 100 milionów aktywnych użytkowników, co stanowiło dwukrotność tej liczby w porównaniu z początkiem marca tego samego roku.
Google Classroom stanowi połączenie między usługami Dysk Google do tworzenia i dystrybucji zadań, Dokumenty Google, Arkusze Google i Prezentacje Google do pisania, Gmail do komunikacji i Kalendarz Google do planowania. Uczniowie mogą zostać zaproszeni do klasy za pomocą prywatnego kodu (istnieje również możliwość ich automatycznego zaimportowania z domeny szkolnej). Każda klasa tworzy osobny folder na Dysku Google danego użytkownika, gdzie uczeń może przesłać prace do oceny, a te z kolei mogą zostać ocenione przez nauczyciela. Aplikacje mobilne, dostępne na urządzenia z systemami iOS i Android, pozwalają użytkownikom robić zdjęcia i dołączać je do zadań, udostępniać pliki z innych aplikacji oraz uzyskiwać dostęp do informacji w trybie offline. Nauczyciele mogą monitorować postępy każdego ucznia, a po ich ocenie mogą zwrócić pracę wraz z komentarzami.

## Historia
Google Classroom został ogłoszony 6 maja 2014 r. Jego podgląd jest dostępny dla części członków programu G Suite dla Szkół i Uczelni. Pierwsza ogólnodostępna wersja programu została wydana 12 sierpnia 2014 r. W 2015 r. Google ogłosił udostępnienie interfejsu API Classroom i przycisk udostępniania stron internetowych, umożliwiając administratorom szkół i programistom dalsze zaangażowanie w Google Classroom. Również w 2015 r., Google zintegrowało Kalendarz Google z Google Classroom w celu wyznaczania terminów zadań, wycieczek terenowych i wykładów. W 2017 r. Google udostępnił możliwość dołączenia do klas bez konieczności posiadania konta G Suite dla Szkół i Uczelni. Od kwietnia 2017 r. każdy użytkownik Google może stworzyć swoją klasę i uczyć w jej ramach.
W 2018 roku Google ogłosił odświeżenie klas, dodanie sekcji zajęć, ulepszenie interfejsu oceniania, umożliwienie ponownego wykorzystania prac klasowych z innych klas oraz dodanie funkcji dla nauczycieli umożliwiającej uporządkowanie treści według tematu.
W 2019 roku Google wprowadził 78 nowych motywów oraz opcję przeciągania i upuszczania tematów i zadań w sekcji zajęć.

## Funkcje

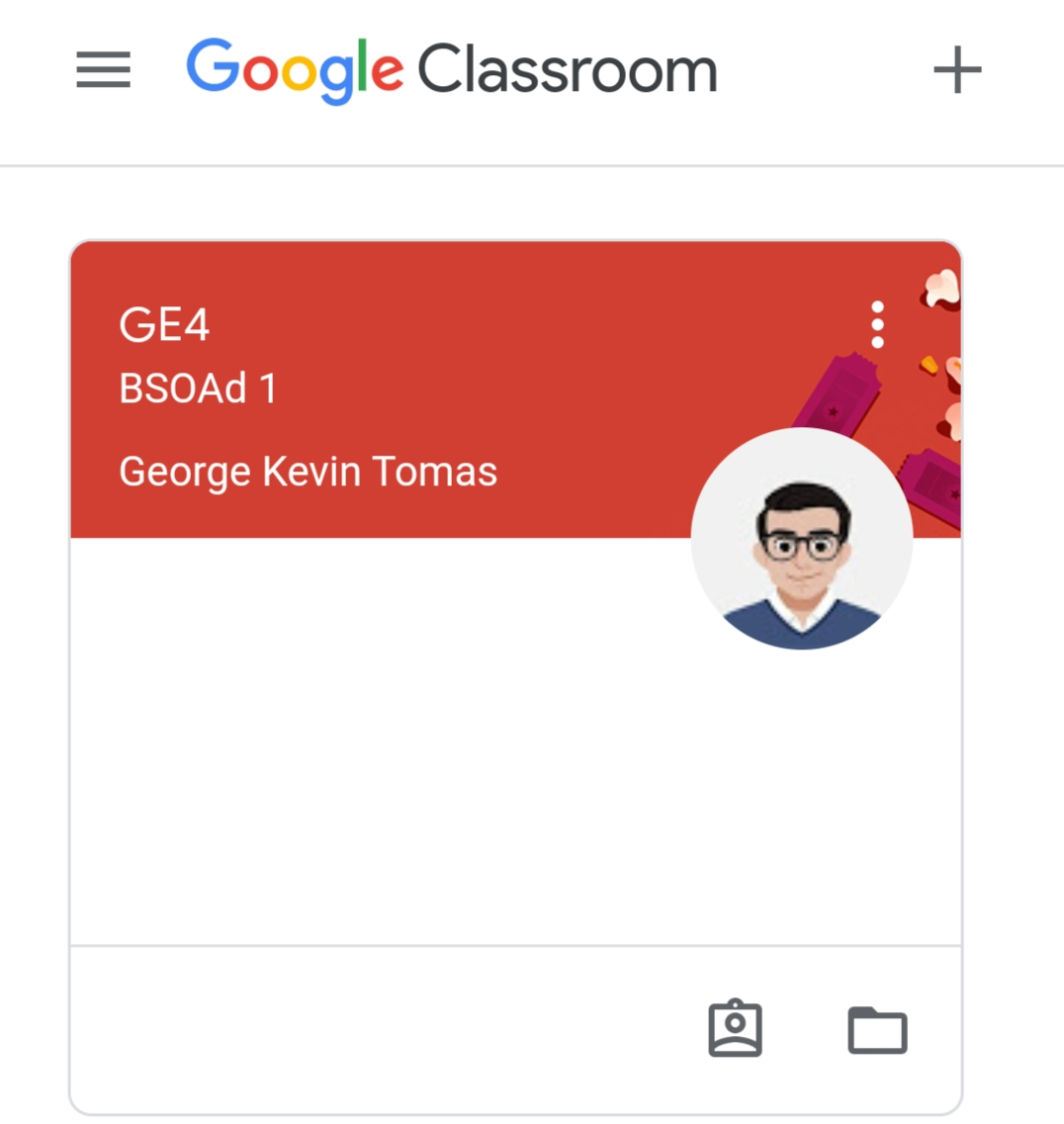
Fragment interfejsu aplikacji Google Classroom

### Zadania
Zadania są przechowywane i oceniane w rozwijanym przez Google pakiecie aplikacji G Suite, umożliwiających dwustronną współpracę między nauczycielem a uczniem. Zamiast udostępniać nauczycielowi dokumenty znajdujące się na Dysku Google ucznia, pliki są przechowywane na Dysku ucznia, a następnie przesyłane do oceny. Nauczyciele mogą wybrać plik, który może być traktowany jako szablon, dzięki czemu każdy uczeń może edytować własną kopię, a następnie oddać ją do oceny, zamiast zezwalać każdemu uczniowi na przeglądanie, kopiowanie lub edytowanie tego samego dokumentu. Uczniowie mogą również dołączyć do zadania dodatkowe dokumenty z Dysku.

### Ocenianie
Google Classroom obsługuje wiele różnych schematów oceniania. Nauczyciele mają opcję dołączania plików do zadania, które uczniowie mogą wyświetlać, edytować lub otrzymać w postaci indywidualnej kopii. Uczniowie mogą tworzyć pliki, a następnie dołączać je do zadania, jeśli nauczyciel nie utworzył kopii pliku. Nauczyciele mają możliwość monitorowania postępów każdego ucznia w zadaniu, w którym mogą dodawać komentarze lub dokonywać jego edycji. Oddane zadania mogą być ocenione przez nauczyciela i zwrócone z komentarzami, aby umożliwić uczniowi poprawienie zadania i oddanie go z powrotem. Po dokonaniu oceny zadania mogą być edytowane tylko przez nauczyciela, chyba że nauczyciel ponownie oddaje zadanie.

### Komunikacja
Nauczyciele mogą zamieszczać ogłoszenia w strumieniu zajęć, które mogą być komentowane przez uczniów, umożliwiając dwukierunkową komunikację między nauczycielem a uczniami. Uczniowie mogą również publikować posty w strumieniu zajęć, ale nie będą one miały tak wysokiego priorytetu jak ogłoszenia nauczyciela i będą mogły być moderowane. Do ogłoszeń i postów można dołączać multimedia powstałe w środowiskach produktów Google, takie jak filmy udostępnione w serwisie YouTube i pliki umieszczone na Dysku Google. Gmail udostępnia również opcje e-mail dla nauczycieli do wysyłania e-maili do jednego lub większej liczby uczniów w interfejsie Google Classroom. Dostęp do Classroom można uzyskać przez internet lub za pośrednictwem aplikacji mobilnej Classroom dla systemów Android i iOS.

### Raport antyplagialności
Funkcja została wprowadzona w styczniu 2020 r. Pozwala nauczycielom i uczniom zobaczyć części i sekcje przesłanego zadania, które zawierają dokładne lub podobne sformułowanie do innego źródła. Pozwala studentom wyświetlić materiały źródłowe, a także wskazuje brakujące cytowania, aby pomóc uczniowi w poprawie pracy. Nauczyciele za pomocą raportu mogą porównać przesłaną przez ucznia pracę z materiałami naukowymi oraz sprawdzić, czy student umieścił odniesienia do nich. W darmowym G Suite dla Szkół i Uczelni nauczyciele mogą włączyć raport oryginalności dla maksymalnie 3 zadań. To ograniczenie zostaje zniesione w płatnym G Suite Enterprise dla Szkół i Uczelni.

### Archiwizacja zajęć
Classroom pozwala nauczycielom archiwizować zajęcia na koniec semestru lub roku. Po zarchiwizowaniu kurs jest usuwany ze strony głównej i umieszczany w obszarze Zarchiwizowane zajęcia, aby pomóc nauczycielom w organizacji bieżących zajęć. Po zarchiwizowaniu kursu nauczyciele i uczniowie mogą go wyświetlić, ale nie będą mogli wprowadzać żadnych zmian, dopóki nie zostanie przywrócony.

### Wideokonferencje
W kwietniu 2020 r. Google wprowadził funkcję dla nauczycieli umożliwiającą organizowanie wideokonferencji, w których brać udział mogą studenci oraz organizujący ją nauczyciel. Funkcja wykorzystuje usługę Google Meet (dawniej Google Hangouts Meet). Do końca lipca 2020 r. funkcja będzie dostępna dla wszystkich użytkowników. Po upływie tego terminu będzie ona dostępna wyłącznie dla użytkowników G Suite Enterprise dla Szkół i Uczelni.

### Aplikacje mobilne
Aplikacje mobilne Google Classroom, udostępnione w styczniu 2015 r., są dostępne na urządzenia z systemem iOS i Android. Aplikacje pozwalają użytkownikom robić zdjęcia i dołączać je do swoich zadań, udostępniać pliki z innych aplikacji oraz pozwalają do dostęp do treści w trybie offline.

### Prywatność
W przeciwieństwie do usług konsumenckich Google, Google Classroom, jako część G Suite dla Szkół i Uczelni, nie wyświetla reklam w interfejsie dla studentów, wykładowców i nauczycieli, a dane użytkowników nie są skanowane ani wykorzystywane do celów reklamowych.

## Przyjęcie
eLearningIndustry przetestował i dokonał przeglądu Google Classroom, w którym wskazał wiele pozytywnych i negatywnych aspektów. Wśród mocnych stron Classroom w recenzji podkreślono łatwość użycia, korzystanie z Dysku Google jako skuteczny sposób na szybkie udostępnianie zadań uczniom przez nauczycieli, działanie w trybie elektronicznym oznaczającym koniec drukowania, rozdawania i potencjalnie utraty pracy oraz szybki system informacji zwrotnej między uczniami i nauczycielami. Wśród wad Classroom, w przeglądzie podkreślono silną integrację aplikacji i usług Google z ograniczoną obsługą zewnętrznych plików lub usług lub jej brakiem, brak automatycznych quizów i testów oraz brak czatów na żywo, które mogą pomóc w uzyskaniu opinii. W 2020 roku usługa zdobyła nagrodę Webby Award za szczególne osiągnięcie (Webby Award Special Achievement).

## Krytyka
Jako firma Google została skrytykowana w kilku różnych kwestiach, w tym prywatności. Krytyka Google Classroom koncentruje się przede wszystkim na obawie o prywatność studentów i wykorzystywaniu danych studentów przez Google.
Do innych uwag należą m.in. brak pełnoprawnego dziennika ocen, brak automatycznych quizów i testów (wspólne cechy w systemach zarządzania nauczaniem) oraz edycja zadań po ich udostępnieniu.
Google odpowiedział na obawy związane z praktykami dotyczącymi prywatności, stwierdzając: „Google jest zaangażowany w tworzenie produktów, które pomagają chronić prywatność uczniów i nauczycieli oraz zapewniają najlepsze w swojej klasie bezpieczeństwo dla Twojej instytucji”.

## Partnerstwo
Google współpracuje z siecią partnerów, za pośrednictwem których można uzyskać i skonfigurować licencje Google Classroom. Cloudfresh jest oficjalnym certyfikowanym Partnerem Google Cloud Premier.